# Cylindromyia euchenor
Cylindromyia euchenor là một loài ruồi trong họ Tachinidae.